# Royal Concert Brunei
Royal Concert in Brunei var en konsert med artisten Michael Jackson som sultanen av Brunei anordnade 1996 som ett led i sitt 50 års firande.

## Om konserten
Låtlistan för konserten var baserad på den från Michael Jacksons Dangerous Tour med vissa skillnader, bl.a. två låtar från det nya HIStory albumet.[källa behövs] Följande låtar spelades:[källa behövs]
- Jam
- Wanna Be Starin' Somethin'
- Human Nature
- Smooth Criminal
- I Just Can't Stop Loving You
- She's Out Of My Life
- Jackson 5 Medley (I Want You Back, The Love You Save, I'll Be There)
- Thriller
- Billie Jean
- The Way You Make Me Feel
- Beat It
- You Are Not Alone
- Dangerous
- Black or White
- Man in the Mirror
- Earth Song